# Rancho Palos Verdes
Rancho Palos Verdes (RPV) är en stad i Los Angeles County, Kalifornien, USA. Rancho Palos Verdes är en välmående villaförort till Los Angeles. Den ligger utmed Stillahavssluttningen på Palos Verdeshalvön och området drabbas ofta dimma under vårmånaderna. Enligt United States Census Bureau är staden 35,4 km².

## Befolkning
Vid folkräkningen år 2000, hade staden 41 145 invånare. Invånarna i Rancho Palos Verdes identifierade sig själva (enligt United States Census Bureau) som: 67,23% "vita", 1,98% afroamerikaner, 25,95% asiater, 1,21% "av annan ras" och 3,39% "av två eller fler raser". Latinamerikaner "oavsett ras" var 5,68% av befolkningen. Av staden Rancho Palos Verdes befolkning beräknades cirka 2,9% leva under fattigdomsgränsen (år 2004) jämfört med 13,1 % för hela USA och 13,3% för Kalifornien.